# ストラトローンチ・システムズ
ストラトローンチ・システムズ（英: Stratolaunch Systems）とは、空中発射ロケットによる宇宙輸送を業務とするアメリカ合衆国の企業である。2011年にマイクロソフト共同創業者のポール・アレンとスケールド・コンポジッツ創業者のバート・ルータンによって設立された。両者は民間初の有人宇宙飛行を成し遂げたスペースシップワンの開発において共同関係にあった。
ロケットを航空機から空中発射する計画は、2011年12月に発表された。2020年のサービス開始が予定されていた。同社のCEO兼社長は元NASAのエンジニアであるゲーリー・ウェンツ (Gary Wentz) が務め、また、前NASA長官のマイケル・D・グリフィンが同社の取締役会メンバーを務めていた。
創業者のポール・アレンが2018年に死去した後、計画の多くは凍結された。2019年4月に母機ストラトローンチが初飛行を果たすも、翌5月には事業を終了するとの報道がなされた。最終的に同年10月に投資ファンドのサーベラス・キャピタル・マネジメントが買収。その後は宇宙開発ではなく防衛産業向けの極超音速機の開発を進めている。

## 打ち上げシステム

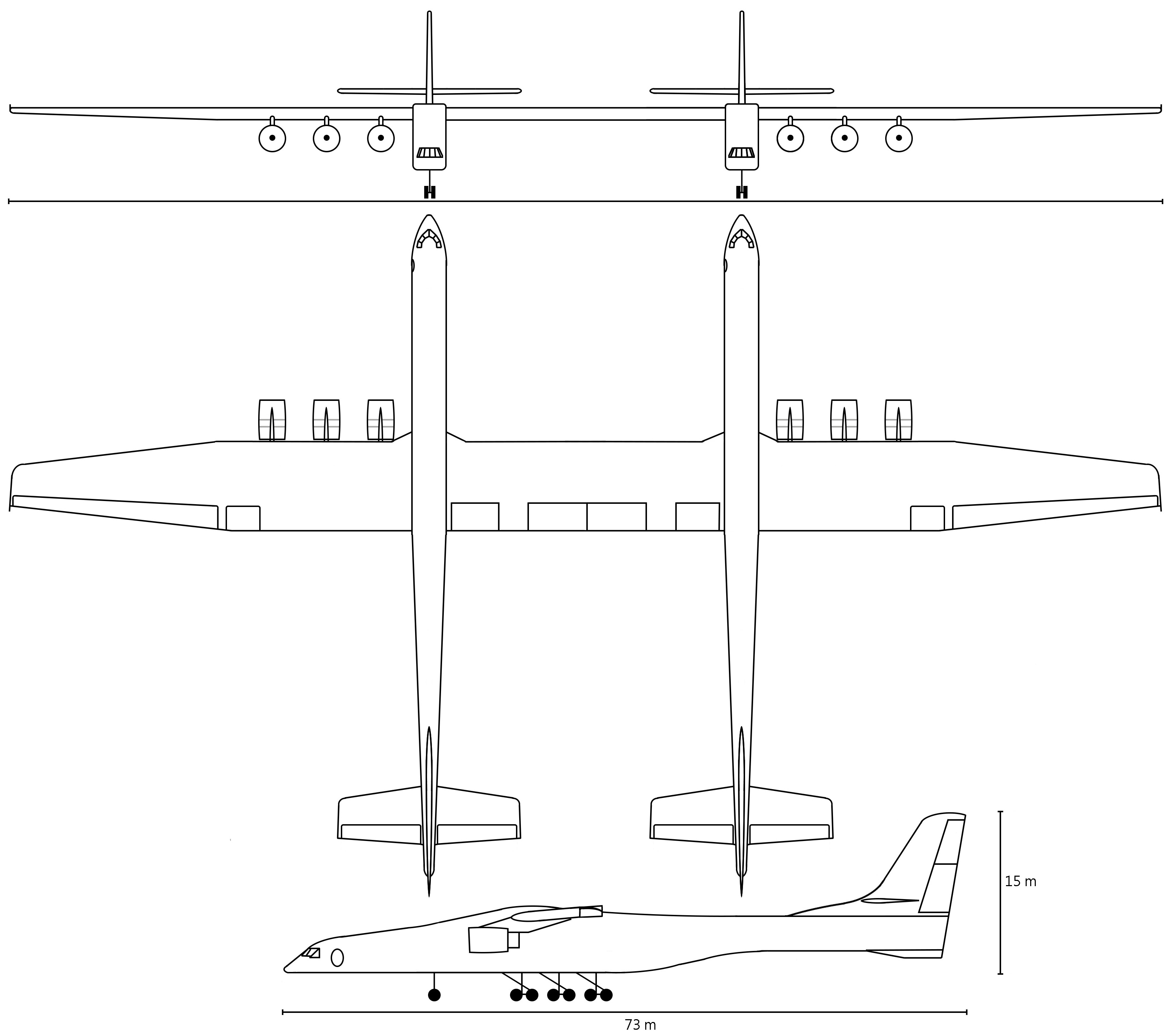
スケールド・コンポジッツ ストラトローンチ

打ち上げシステムは主要な3つのコンポーネントからなり、ロケットを運ぶ母機の開発をスケールド・コンポジッツが、空中から発射するロケットの開発をノースロップ・グラマン・イノベーション・システムズ（旧オービタル・サイエンシズ）が、統合システムの開発をダイネティクス社がそれぞれ担当した。

### 母機
空中発射ロケットの母機である「スケールド・コンポジッツ ストラトローンチ（右図の色分けでは■）」は、スケールド・コンポジッツ社で開発された。モデルナンバーが351であることから、「スケールド・コンポジッツ モデル351 ストラトローンチ」、あるいは、略して「モデル351 ストラトローンチ」とも呼ばれる。また、伝説上の巨大な鷲「ロック鳥」になぞらえた愛称「ロック」があり、「モデル351 ロック」とも呼ばれている。
機体はロケットを機体中央下部に吊すため、それぞれに独立した尾翼を備えた双胴とし、ロケットの重量に対応するためターボファンエンジンを6基備えている。このため、翼幅は117 m (385 ft)とヒューズ H-4 ハーキュリーズ "スプルース・グース"（97.5m。右図の色分けでは■）を超えて史上最大の翼幅を持つ航空機（史上最も幅の広い航空機）となった。なお、全長はAn-225 ムリーヤ（84.0m。右図の色分けでは■。史上最長の飛行機）やボーイング747-8（76.3m。右図の色分けでは■）のほうが約72.54mのストラトローンチより長い。また、ストラトローンチは双胴機として史上最大である。乗員は右側胴体操縦室にて運航し、左側胴体は飛行データー解析機器を積載している。
機体重量は燃料を満載したロケットの分も含めて540,000 kg (1,200,000 lb) を超える。航空機の推力は6基の200 kN (46,000 lbf) ~ 296 kN (66,500 lbf) ジェットエンジンより生み出される。エンジン、アビオニクス、フライトデッキ、ランディングギアといった部品は、ユナイテッド航空から中古購入した2機の747-400から取り出されたパーツを流用することで開発コストを低減している。
離陸には3,700 m (12,000 ft) の滑走路が必要となるため、運用できる空港は限られる。
打ち上げミッション時における航続距離は2,200 km (1,200 nmi) を見込んでいる。
ストラトローンチでは、当初計画では母機の最初のテスト飛行を2015年に、テスト打ち上げを2016年に行いたいとしていたが、計画は遅延。完成した機体は2017年5月31日に初公開され、2019年4月13日に初飛行を果たした。

#### 諸元
- 全長：238 ft (72.54 m) [18]
- 翼幅：385 ft (117.35 m) [18] - 航空機として史上最長。
- 全高：50 ft (15.24 m) [17]
- 最大総重量：1,300,000 lb (589,680 kg) [18]
- エンジン：プラット・アンド・ホイットニー PW4056 ターボファンエンジン（推力: 56,000 lb (25,400 kg)） × 6基
- 最大高度：45,000 ft (13,716 m) [17]
- 乗員：3名（パイロット2名、エンジニア1名）以上 [18]

### ロケット

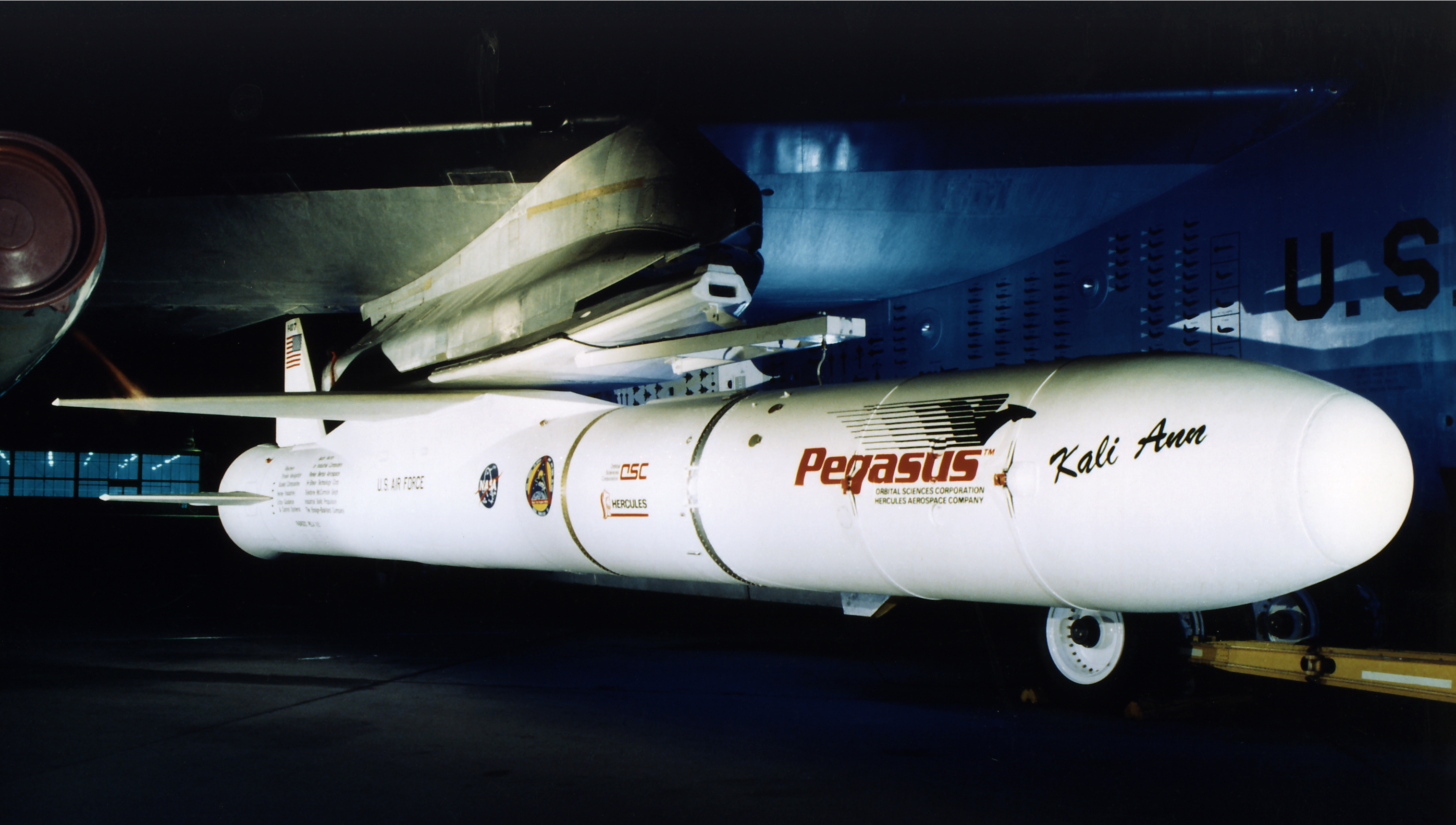
ペガサスロケット

母機の開発が進む一方、ロケットについては度々計画が変更されており、2019年1月現在では新規開発は全て中止され、ノースロップ・グラマンが保有する既存のペガサスロケットの運用のみを行う方針が示されている。ペガサスによる打ち上げでは、高度400 kmの低軌道 (LEO) に370 kgのペイロードを持つ。2020年初打ち上げ予定。

#### 過去の計画
ストラトローンチは2011年の計画発表当初、スペースXが開発するファルコン9派生型の翼を持つ2段式液体燃料ロケットを使用するとしていた。このロケットは総重量が約220,000 kg (490,000 lb) で、LEOに6,100 kg (13,500 lb) のペイロードを投入可能という大型のものであった。しかし、2012年11月、ストラトローンチはファルコン9派生型では同社の長期的なビジネスモデルと合致しないとして、スペースXとの契約を打ち切り、新たに空中発射ロケットペガサスを保有するオービタル・サイエンシズ社（後のノースロップ・グラマン・イノベーション・システムズ）と手を組んだ。
オービタル・サイエンシズ社が当初開発を進めたロケットはサンダーボルト (Thunderbolt) と呼ばれており、2段式で上段にエアロジェット・ロケットダイン社のRL-10 C-1エンジンを使用していた。しかし開発は頓挫し、2016年には前述のペガサスロケットを使用することが発表された。
次いで2018年8月には、ペガサスに加え以下の3種類のロケットを新規開発して使用する計画が公表された。さらにPGAエンジンと呼ばれるロケットエンジンの開発も計画された。
Medium Launch Vehicle (MLV)
中型の空中発射ロケットで、高度400 kmのLEOに3,400 kgのペイロードを持つ。
Medium Launch Vehicle – Heavy
MLVの1段目を3機束ねた派生型で、高度400 kmのLEOに6,000 kgのペイロードを持つ。
ブラック・アイス
完全に再使用可能なスペースプレーンで、軌道投入能力と物資の回収能力を備える。また、将来的には有人宇宙飛行も想定する。
しかし、創業者であったポール・アレンが2018年10月に死去すると、これら新規ロケットならびにロケットエンジンの開発は翌2019年1月をもって中止された。